# Elmar Borrmann
Elmar Borrmann (Stuttgart, 18 de enero de 1957) es un deportista alemán que compitió para la RFA en esgrima, especialista en la modalidad de espada.
Participó en cuatro Juegos Olímpicos de Verano, entre los años 1984 y 1996, obteniendo en total tres medallas, las tres en la prueba por equipos: oro en Los Ángeles 1984 (junto con Volker Fischer, Gerhard Heer, Rafael Nickel y Alexander Pusch), plata en Seúl 1988 (con Volker Fischer, Thomas Gerull, Alexander Pusch y Arnd Schmitt) y oro en Barcelona 1992 (con Robert Felisiak, Arnd Schmitt, Uwe Proske y Wladimir Resnitschenko).
Ganó trece medallas en el Campeonato Mundial de Esgrima entre los años 1979 y 1999, y una medalla de plata en el Campeonato Europeo de Esgrima de 1996.

## Palmarés internacional
| Representando a la RFA   |                              |                   |                    |
| Juegos Olímpicos         |                              |                   |                    |
| Año                      | Lugar                        | Medalla           | Prueba             |
| 1984                     | Los Ángeles (Estados Unidos) | Medalla de oro    | Espada por equipos |
| 1988                     | Seúl (Corea del Sur)         | Medalla de plata  | Espada por equipos |
| Campeonato Mundial       |                              |                   |                    |
| Año                      | Lugar                        | Medalla           | Prueba             |
| 1979                     | Melbourne (Australia)        | Medalla de plata  | Espada por equipos |
| 1981                     | Clermont-Ferrand (Francia)   | Medalla de bronce | Espada individual  |
| 1983                     | Viena (Austria)              | Medalla de oro    | Espada individual  |
| 1983                     | Viena (Austria)              | Medalla de plata  | Espada por equipos |
| 1986                     | Sofía (Bulgaria)             | Medalla de oro    | Espada por equipos |
| 1987                     | Lausana (Suiza)              | Medalla de plata  | Espada por equipos |
| 1989                     | Denver (Estados Unidos)      | Medalla de plata  | Espada por equipos |
| Representando a Alemania |                              |                   |                    |
| Juegos Olímpicos         |                              |                   |                    |
| Año                      | Lugar                        | Medalla           | Prueba             |
| 1992                     | Barcelona (España)           | Medalla de oro    | Espada por equipos |
| Campeonato Mundial       |                              |                   |                    |
| Año                      | Lugar                        | Medalla           | Prueba             |
| 1991                     | Budapest (Hungría)           | Medalla de bronce | Espada por equipos |
| 1993                     | Essen (Alemania)             | Medalla de bronce | Espada por equipos |
| 1994                     | Atenas (Grecia)              | Medalla de plata  | Espada por equipos |
| 1995                     | La Haya (Países Bajos)       | Medalla de oro    | Espada por equipos |
| 1997                     | Ciudad del Cabo (Sudáfrica)  | Medalla de plata  | Espada por equipos |
| 1999                     | Seúl (Corea del Sur)         | Medalla de plata  | Espada por equipos |
| Campeonato Europeo       |                              |                   |                    |
| Año                      | Lugar                        | Medalla           | Prueba             |
| 1996                     | Limoges (Francia)            | Medalla de plata  | Espada individual  |